# لوگووسکویه
لوگووسکویه (به لاتین: Lugovskoye) یک منطقهٔ مسکونی در روسیه است که در سرزمین آلتای واقع شده‌است.